# Ордон, Юлиан
Юлиан Константы Ордон (пол. Juliusz Konstanty Ordon) (16 октября 1810, Варшава — 4 мая 1887, Флоренция) — участник польского восстания в 1830—1831 годов, один из организаторов обороны Варшавы в 1831 году, офицер Войска Польского, артиллерист.

## Биография
В ходе ноябрьского восстания отличился во время штурма Варшавы русскими войсками в сентябре 1831 года как командир артиллерийской батареи одного из опорных пунктов обороны Варшавы — Редута № 54, или Редута «Воля». В последние минуты сражения редут был взорван одним из защитников, который позже был ошибочно идентифицирован, как Юлиан Ордон. Его подвиг был увековечен в поэме Адама Мицкевича «Reduta Ordona». Однако Ордон при взрыве выжил и был только сильно обожжён.
До этого он принимал участие в крупном сражении между русскими и польскими войсками, состоявшемся возле деревни Грохов, 13 (25) февраля 1831 года и 26 мая 1831 года в битве под Остроленкой, за что был отмечен самым почётным польским военным орденом Virtuti Militari.
Эмигрировав, с 1833 года проживал в Дрездене, затем переехал в Шотландию. Около 1840 года Ордон был принят в масоны. Сотрудничал с Польским Демократическим обществом, созданным польскими эмигрантами в Париже.
В 1848 году Ордон выехал в Италию, где в ноябре поступил в сардинскую армию, в которой прослужил до 1855 года Осенью 1856 года он вернулся во Францию и поселился в Париже. В 1858 получил должность профессора современных языков в государственном коллегиуме в городе Мо.
С 1860 года Ордон находится в отрядах Джузеппе Гарибальди, а затем до 1867 года — в рядах итальянской армии.
В последний период жизни Ордон, находясь в состоянии постоянного острого нервного напряжения и стресса, в 1887 году покончил с собой во Флоренции. В связи с тем, что российские власти не позволили похоронить его в Варшаве на евангелистском кладбище, тело Ордона было перевезено в Галицию во Львов. Здесь согласно последней воле Ордона, его тело было кремировано и пепел торжественно захоронен во Львове на Аллее заслуженных Лычаковского кладбища.